# Karen Jean Meech
Karen J. Meech (1959) es una astrónoma estadounidense en el Institute for Astronomy en la Universidad de Hawái.
Se especializa en la astronomía planetaria, en particular el estudio de cometas distantes y su relación con el sistema solar temprano. Meech es también muy activa en la colaboración con profesionales y aficionados, y en la formación del profesorado de ciencias.
Fue fundadora del Programa de instituto para profesores y estudiantes Towards Planetary Systems (TOPS), que ayuda a educar a los profesores de ciencias en las Islas del Pacífico. Consiguió su doctorado en Ciencias Planetarias en 1987 por el Instituto Tecnológico de Massachusetts, y su grado en la Universidad Rice en  Houston en 1981. Ha recibido varios premios durante su carrera, incluido el Premio Annie Jump Cannon en Astronomía en 1988 y el Premio H. C. Urey de la Sociedad Estadounidense de Astronomía en 1994.
Fue coinvestigadora en la misión Deep Impact, y actualmente es coinvestigadora en las misiones Discovery de la NASAː EPOXI y Stardust-NExT.  Para todas estas misiones, ha coordinado los programas de observación basados en la Tierra y basados en el espacio del mundo. Fue la investigadora principal del equipo líder del Instituto de Astrobiología de la NASA de la Universidad de Hawái, que se centra en la investigación de "Agua y Mundos Habitables".  Actualmente es la Presidenta de la Unión Astronómica Internacional División III (Ciencia de Sistemas Planetarias).

## Honores

### Eponimia
El asteroide del cinturón principal exterior 4367 Meech, descubierto por Schelte John Bus en el Observatorio de Siding Spring en 1981, fue nombrado en su honor.